# 燧石玻璃
燧石玻璃，也稱為火石玻璃，是具有高折射率和低阿貝數的光學玻璃。燧石玻璃的阿贝數是隨意訂定的，通常在50至55，但也可以更低一些，折射率則在1.45到2.00之間。由於它們的光學性能可以互相補償，因此燧石玻璃製成的凹透鏡經常會與冕牌玻璃製成的凸透鏡做成消色差透鏡。
相較於一般的玻璃，燧石玻璃是使用喬治雷文斯克羅夫特大約於1662年在英國東南部發現的高純度的硅土做原料，主要是製造英國早期鉀鹼鉛玻璃的水晶玻璃。
傳統上，燧石玻璃含有4%－60%的二氧化鉛，但是，製造和處理這些玻璃是汙染的來源。許多現代的燧石玻璃都改用其他不會改變主要光學性質的添加物，像是二氧化鈦和五氧化二鈮，來製造。
無色的燧石玻璃可以做成時髦的人造鑽石，當做假金剛石。